# Oposició d'Esquerra Internacional
L'Oposició d'Esquerra Internacional va ser una entitat de caràcter internacional creada per Lev Trotski, amb la pretensió de constituir un grup d'oposició d'esquerra dins el Comintern.

## Antecedents
Després de la seva expulsió en el XV Congrés del PCUS, Zinoviev, Kamenev i els seus partidaris es van retre immediatament a Stalin, "van admetre els seus errors" i van ser readmesos al Partit Comunista el 1928, encara que mai van recuperar la seva antiga influència i van morir en la Gran Purga. Trotski i els seus partidaris, en canvi, es van negar a capitular front a Stalin i van ser exiliats a zones remotes de la Unió Soviètica a principis de 1928. Trotski va ser expulsat finalment del país el febrer de 1929, i enviat a l'exili a Turquia. Els partidaris de Trotski van romandre a l'exili, però la seva decisió va començar a vacil·lar el 1929 quan Stalin es va girar contra Bukharin i Rykov i va adoptar la política de col·lectivització, que semblava estar a prop de les polítiques que l'Oposició d'Esquerra havia defensat anteriorment. L'Oposició d'Esquerra va intentar presentar candidats front als candidats oficials del Partit Comunista a les eleccions de 1929, però no hi ha va haver resultats. La majoria (però no tots) dels membres més destacats de l'Oposició d'Esquerra es van retractar de les seves posicions entre el 1929 i el 1934, però, així i tot, gairebé tots van ser assassinats per Stalin durant la Gran Purga de mitjans i finals dels anys trenta, juntament amb els altres opositors a l'estalinisme.

## Fundació de l'Oposició d'Esquerra Internacional
Mentrestant, Trotski va impulsar la fundació de l'Oposició d'Esquerra Internacional l'abril del 1930, a París. Hi formaven part Kurt Landau, Pierre Naville, Andreu Nin, Alfred Rosmer, Leon Sedov i Max Shachtman. Es tractava de formar un grup d'oposició dins del Comintern, però els membres de la fracció dins el Comintern van ser expulsats immediatament quan es van unir (o es va sospitar d'incorporar-se) a la OEI. Per tant, l'OEI va concloure que l'oposició a l'estalinisme dins de les organitzacions comunistes controlades pels partidaris de Stalin era impossible, de manera que havien de formar-se noves organitzacions. El febrer de 1933, a París, es va celebrar una reunió preparatòria del congrés de l'Oposició d'Esquerra Internacional. El mes de març de 1930 Trotski, en una carta adreçada al secretariat de l'OEI, defensa per primera vegada l'establiment d'un nou partit comunista a Alemanya i es va posicionant a favor de constituir una nova internacional.

## La secció espanyola
La secció espanyola, l'Oposició Comunista d'Espanya (OCE) va ser fundada a Lieja (Bèlgica) el febrer de 1930, per un reduït grup d'exiliats encapçalats per Henri Lacroix (Francisco García Lavid) El grup trotskista fou molt crític amb els comunistes dissidents de l'estalinisme (representats per la Federació Comunista Catalano-Balear i el Bloc Obrer i Camperol, així com per l'Agrupació Comunista de Madrid), per a ells, seguint les indicacions de Trotski, el "centre polític" del comunisme encara seguia sent la IIIª Internacional i consideraven "de dretes" les formacions comunistes que enfocaven la seva anàlisi des d'una òptica nacional, a més els trotskistes es consideraven una fracció de la Internacionals i es negaven a constituir nous partits comunistes. Joaquim Maurin, dirigent del BOC, el febrer de 1932, havia declarat que la degeneració de la Internacional havia començat "després de la mort de Lenin" i va denunciar la política suïcida seguida a Alemanya, negant-se al front comú amb els socialistes. Segons Maurín, Stalin havia transformat un partit burocratitzat en una "màquina d'obediència cega" que estava duent a terme una "terrible repressió" contra els comunistes dissidents. Pels bloquistes l'Oposició d'Esquerres Internacional era "el reflex en el mirall de l'estalinisme", emulant els seus mètodes "mecànico-centralistes". Tanmateix el BOC, tot i no compartir la línia política de Trotski, sempre el defensà davant les calúmnies estalinistes. L'Oposició Comunista d'Espanya (després Esquerra Comunista) es va distanciar del trotskisme representat per l'Oposició d'Esquerra Internacional a partir de 1932, atès que la secció espanyola no participava de la vida interna de l'OEI i que aquesta considerava l'Esquerra Comunista com a simpatitzant dels grups dissidents de Landau i Rosmer. Les diferències amb Trotski encara s'agreujaren més a partir de 1934, quan aquest defensà que els seus seguidors s'integrassin en els partits socialistes per tal influenciar les ales esquerra d'aquestes formacions. Aleshores l'Esquerra Comunista condemnà aquesta posició i intentà trobar suports en el si de l'OEI (ara ja Lliga Comunista Internacional). Aquest procés va facilitar l'apropament entre l'Esquerra Comunista d'Andreu Nin i el Bloc Obrer i Camperol de Joaquim Maurín, que varen acabar constituint el POUM, el setembre de 1935. El Bloc Obrer i Camperol (a través de la Federació Comunista Ibèrica) va assistir a la conferència internacional de partits socialistes d'esquerra i organitzacions comunistes independents, convocada pel Partit Laborista Independent (ILP) de Gran Bretanya, a París, l'agost de 1933, a la qual hi assistiren 12 organitzacions europees i representants de l'OEI, i que constituí un comité internacional, sovint anomenat "Buró de Londres", amb la comesa de "desenvolupar accions internacionals conjuntes entre les seves pròpies seccions i altres seccions revolucionàries del moviment obrer, amb la finalitat de preparar-se per a la fundació d'una internacional reconstruïda sobre una base socialista revolucionària".

## La Lliga Comunista Internacional
L'agost de 1933 se celebra a París la conferència dels partits socialistes independents. L'Oposició d'Esquerra Internacional signà un document amb el Partit Socialista dels Treballadors d'Alemanya (SAP), el Partit Socialista Independent dels Països Baixos (OSP) i el Partit Socialista Revolucionari dels Països Baixos (RSP), "la Declaració dels Quatre", a favor de la constitució d'una nova internacional. Posteriorment el SAP i l'OSP es distanciaren d'aquest posicionament. El 1933, l'OEI va passar a denominar-se Lliga Comunista Internacional (LCI), que va constituir la base de la Quarta Internacional, fundada a París el 1938.